# 野見祐二
野見 祐二（のみ ゆうじ、1958年7月19日 - ）は、日本の作曲家、編曲家。バシリカ所属。東京都出身。

## 来歴
中央大学理工学部中退。友人に音楽制作を頼まれ、シンセサイザーを多重録音したレコードを自主制作する。野見の音楽を聴いた坂本龍一に認められ、1986年に坂本の監修で自身のユニットおしゃれテレビのアルバムをリリース。その後、『ラストエンペラー』など坂本の手がけた映画音楽に携わる。
1995年、『耳をすませば』（近藤喜文監督、宮崎駿脚本・絵コンテ、スタジオジブリ制作）の音楽を担当。また、宮崎の短編映画『くじらとり』、『コロの大さんぽ』と2本続けて参加し、『耳をすませば』のスピンオフ作品『猫の恩返し』（森田宏幸監督）でも音楽を担当している。また、テレビアニメでは、『ぼくらの』（森田宏幸監督、イズミプロジェクト）や『日常』（石原立也監督、東雲研究所）などで音楽を担当している。
神戸ルミナリエの音楽も3年連続で担当し、活動の場を広げている。

## 主な作品
1986年
- おしゃれテレビ
- 子猫物語（作曲・編曲）

1987年
- 王立宇宙軍 オネアミスの翼（作曲・編曲）
- ラストエンペラー（編曲・オーケストレーション）

1988年
- ぼくの地球を守ってイメージアルバム（オムニバス、6曲が野見による）

1992年
- 上々颱風「上々颱風3」（編曲）

1993年
- 遊佐未森
  - 「momoism」（サウンドプロデュース）
  - 「アルヒハレノヒ」（編曲）

1994年
- ファンテイジア（音楽監督）
- 夢見館の物語（ゲーム・音楽）

1995年
- ワンダラスマジック（ゲーム・音楽）
- 耳をすませば（音楽）
- RAMPO（ゲーム・音楽）
- four-sight（ゲーム／対話的ムービー・音楽）
- 花嫁は16才!（音楽）

1996年
- ドク（音楽）
- 黄昏のオード ‐ODE TO THE SUNSET ERA‐（ゲーム・音楽）
- 月花霧幻譚〜TORICO〜（OP・EDミュージック）

1997年
- D×D（音楽）
- 神戸ルミナリエ（音楽）

1998年
- 神戸ルミナリエ（音楽）

1999年
- 神戸ルミナリエ（音楽）

2000年
- sWinG maN スイングマン（音楽）

2001年
- くじらとり（音楽）
- コロの大さんぽ（音楽）
- 宇宙 未知への大紀行（音楽）

2002年
- 生存 LifE（音楽）
- はんなり菊太郎（音楽）
- 猫の恩返し（音楽）

2003年
- 南極大紀行（音楽）

2004年
- はんなり菊太郎2（音楽）
- 火の鳥（音楽）

2005年
- 煉獄（音楽）
- 松崎しげる「My Favorite Songs」（編曲）
- 岡本知高「空へ」（編曲）

2006年
- それいけ!アンパンマン
  - 生まれたあかちゃんへ〜アンパンマン・クラシックス～（編曲）
  - おなかのあかちゃんへ〜アンパンマン・クラシックス～（編曲）
  - アンパンマンとモーツァルト（編曲）
  - アンパンマン・クラシックス（編曲）

2007年
- 新・はんなり菊太郎（音楽）
- ぼくらの（音楽）

2008年
- 岩崎宏美「始まりの詩、あなたへ」（編曲）

2011年
- 日常（音楽）

2012年
- 京都アニメーション テレビCM
  - 4月「発想編」（作曲・編曲）
  - 5月「メガネ編」（作曲・編曲）
  - 6月「傘編」（作曲・編曲）
  - 7月「行きたくなるお店編」（作曲・編曲）

- 好きっていいなよ。（テレビアニメ版、音楽）

2019年
- 火の鳥“道後温泉編”（音楽）

2020年
- 思い、思われ、ふり、ふられ（音楽）

2023年
- 窓ぎわのトットちゃん（音楽）
- 聖剣学院の魔剣使い（音楽）

## 著作
「呑気かつ過酷な映画音楽」『小津安二郎 大全』（朝日新聞出版、2019年）収録